# Episodi di Die Rosenheim-Cops (quarta stagione)
La quarta stagione della serie televisiva Die Rosenheim-Cops è stata trasmessa in anteprima in Germania dalla ZDF tra il 5 aprile 2005 e il 22 novembre 2005.
| nº | Titolo originale                    | Titolo italiano | Prima TV Germania | Prima TV Italia |
| -- | ----------------------------------- | --------------- | ----------------- | --------------- |
| 1  | Schneewittchens letzter Ritt        | inedito         | 5 aprile 2005     | inedito         |
| 2  | Das Lächeln der Tigerin             | inedito         | 12 aprile 2005    | inedito         |
| 3  | Die Leibwächter der schönen Barbara | inedito         | 26 aprile 2005    | inedito         |
| 4  | Schwarze Ikonen                     | inedito         | 3 maggio 2005     | inedito         |
| 5  | Tödliche Düfte                      | inedito         | 10 maggio 2005    | inedito         |
| 6  | Neue Opfer für König Ludwig         | inedito         | 17 maggio 2005    | inedito         |
| 7  | Die letzte Weisswurst               | inedito         | 24 maggio 2005    | inedito         |
| 8  | Wasserleichen unter sich            | inedito         | 31 maggio 2005    | inedito         |
| 9  | Der Bulle von Rosenheim             | inedito         | 7 giugno 2005     | inedito         |
| 10 | Mord im Paradies                    | inedito         | 14 giugno 2005    | inedito         |
| 11 | Salsa in den Tod                    | inedito         | 20 settembre 2005 | inedito         |
| 12 | Umzug für eine Leiche               | inedito         | 27 settembre 2005 | inedito         |
| 13 | Der Kaiser ist tot                  | inedito         | 4 ottobre 2005    | inedito         |
| 14 | Bettgeflüster                       | inedito         | 11 ottobre 2005   | inedito         |
| 15 | Klassentreffen                      | inedito         | 18 ottobre 2005   | inedito         |
| 16 | Die Spur des heiligen Antonius      | inedito         | 25 ottobre 2005   | inedito         |
| 17 | Werbung für eine Leiche             | inedito         | 1º novembre 2005  | inedito         |
| 18 | Der Preußenschreck                  | inedito         | 8 novembre 2005   | inedito         |
| 19 | Der Jäger ist des Hasen Tod         | inedito         | 15 novembre 2005  | inedito         |
| 20 | Das Schweigen der Schweine          | inedito         | 22 novembre 2005  | inedito         |